# Rey Ping de Zhou
El rey Ping de Zhou (? - 720 a. C., en chino, 周平王; pinyin, Zhōu Píng Wáng) fue el decimotercer rey de la dinastía Zhou de China y el primero de la dinastía Zhou Oriental. Fue hijo del rey You de Zhou y la reina Shen, y fue conocido como príncipe heredero Yijiu, antes de ascender al trono.
El rey You había exiliado a la reina Shen y a Yijiu, después de haberse enamorado de su concubina Bao Si y hacerla su reina consorte. Como resultado, el padre de la reina Shen, el marqués de Shen, se asoció con los nómadas quanrong y los estados satélites locales para derrocar al rey You. You fue asesinado, y Bao Si capturada. Yijiu ascendió al trono, siendo posteriormente conocido como rey Ping de Zhou.
El rey Ping trasladó a la dinastía Zhou de Haojing a Luoyang, poniendo fin a los Zhou Occidentales y comenzando la dinastía Zhou Oriental y el Período de Primaveras y Otoños. Es el primero de los reyes Zhou mencionado en el relato cronológico de Zuo Zhuan.
Más de catorce siglos después de su muerte, la emperatriz reinante de la dinastía Tang, Wu Zetian, reclamó su ascendencia del rey Ping, a través de su hijo, el príncipe Wu, y cambió el nombre dinástico al de Zhou, aunque fue revertido a Tang tras su muerte.
| Predecesor: Rey You de Zhou | Rey de China 770 a. C. - 720 a. C. | Sucesor: Rey Huan de Zhou |